# ТролЗа 5264-01 «Столиця»
Тролза 5264-01 «Столиця» — 11,8-метровий пасажирський тролейбус російського виробництва, що вироблявся на Енгельському тролейбусному заводі ЗАО «ТролЗа» з 2000 по 2005 роки.

## Загальний опис моделі

### Технічний опис
Тролейбус є перехідним від ЗіУ-682Г, хоча набуває первісні ознаки новітніх TROLZA — 12-метровий тролейбус вагонного зварного компонування, двохосний з пневматично-ресорсною важільною підвіскою, високопідлоговий (має по 2 сходинки до салону), передок і задок тролейбуса виконаний RABA; утворені стальними панелями, кузов тролейбуса оцинкований і антикорозійний, що запобігає деградації кузова і продовжує строк служби тролейбуса без значних технічних вад та поломок до 12-18 років. Зовнішні матеріали, такі як колісні ніші також оббиті наскрізним оцинкованим листом проти корозії через опади.
Салон тролейбуса виконаний з підвищеним комфортом — у ньому вдало розташовані 29-31 сидінь (зазвичай, вони парні), не у останню чергу через значно покращене планування салону та відсутність компонентів ходової системи у салоні. Тролейбус має 2 двостулкові (передні і середні) і одні одностулкові двері (формула 2—2—1). Середні двері виконані без сходинок та зроблені як пандус — тролейбус розрахований на перевезення пасажирів-інвалідів (2 осіб) у середньому майданчику тролейбуса. Висота сходинок у передніх дверях становить 60 сантиметрів, а ззаду 81 сантиметр. Загальна пасажиромісткість тролейбуса 98—102 особи . Місце водія повністю огороджене від салону, внаслідок цього шум у кабіні сягає трохи більше 50 Децибел. Крісло водія розраховане на переміщення у усі сторони, залежно від зросту, ваги та інших фізичних параметрів водія. Щиток приладів було збільшено, додаткові можливості — відкриття усіх дверей натиском лише однієї кнопки. Тролейбус не надто потужний, на ньому стоїть двигун «ДК 213А» потужністю 110 кВт, який може прослужити 10-15 років, хоча при заміні строк служби тролейбуса перевищує і 20 років при виконанні частих техоглядів. Лобове скло панорамне, склоочисники важільні, є функція миття скла піною, тролейбус має 4 передні і 6 задніх фар. Є функція заднього ходу до швидкості 22 км/год.

### Додаткові можливості
Тролейбус TROLZA 5264-01 пристосований до чималих змін у його конструкції та має багато додаткових можливостей:
1. Салон:
- розміщення 2 додаткових місць у салоні
- завдяки вдалому плануванню, змінити розташування пасажирських місць
- невеличке підвищення рівня стелі
- встановлення системи опалення
- встановлення 3-літрового вогнегасника з резервом піни
- розділення вікон гумовим модлінгом.
- вставка клеєних тонованих вікон від фірми «Dinol»
- вмонтування спеціального електропривода, що запобігає травмам при затиску в дверях
- встановлення спеціального місця для кондуктора
- монтування люків у підлозі та аварійних вгорі (як у TROLZA 5264-02)

2. Місце водія, кабіна та керування
- встановлення 5-літрового баку для склообмивачів
- заміна 3 кнопок відкриття дверей на одну загальну
- заміна крісла водія на крісла з нових моделей «КАМАЗ»
- встановлення вольтметра, який показує напругу на кінцях тролеїв
- неонова лампа як світильник у кабіні
- індикатор витоку

3. Кузов та зовнішній вид тролейбуса
- зовнішні кнопки відкриття дверей при поломці чи заїданні
- встановлення цифрових табло чеського виробництва
- бампери передка і задка зі склопластику
- низьковольтна напруга на токоприймачах (тролеї) 450—500 Вольт
- протитуманні фари та вставка додаткових
- покриття тролеїв ізолентою
- задні протитуманні фари та габаритні вогні

4. Швидкість і рух
- рух заднім ходом зі швидкістю до 22 км/год
- звукові сигнали при русі назад
- засіб буксування на суцільному бампері
- блокування руху тролейбуса з відкритими або наполовину зачиненими дверима

## Технічні характеристики
| Модифікація                                                         | TROLZA 5264-01 Stoliza           |
| Призначення                                                         | міський тролейбус                |
| Габаритні розміри, мм                                               | 11894-2476-3470                  |
| Висота підлоги над рівнем землі (перед), см                         | 60                               |
| Висота підлоги над рівнем землі (зад), см                           | 81                               |
| Формула дверей                                                      | 2—2—1                            |
| Колісна база, м                                                     | 6.025                            |
| Колісна формула                                                     | 4×2                              |
| Кліренс, мм                                                         | 150 (задня вісь)                 |
| Передній звис, м                                                    | 2.348                            |
| Задній звис, м                                                      | 3.52                             |
| Кут з'їзду, °                                                       | 7                                |
| Підвіска                                                            | Пнематично-ресорсна              |
| Сидячих місць, шт                                                   | 30+1                             |
| Повна місткість, чол                                                | 102                              |
| Споряджена маса, кг                                                 | 11860                            |
| Повна маса, кг                                                      | 18740                            |
| Шум двигуна, Дб                                                     | 55—70                            |
| Макс. швидкість при повному завантаженні, км/год                    | 50                               |
| Макс.швидкість при порожньому салоні, км/год                        | 70                               |
| Макс. швидкість при задньому ході, км/год                           | 22                               |
| Розгін 0-40 км/год при повному завантаженні, с                      | 22                               |
| Гальмування при натисканні педалі гальма «в підлогу», м/с           | 0.75                             |
| Максимальне прискорення при натисканні педалі газу «в підлогу», м/с | 1.2                              |
| Витрати енергії при швидкості 23 км/год на кілометр, кВт            | 115                              |
| Максимальне відхилення від контактної мережі, м                     | 4.3                              |
| Підйом, що здатний витримати тролейбус, %                           | 8                                |
| Термін служби, не менше ніж, р                                      | 12                               |
| Приблизна довжина тролеїв, м                                        | 5.2                              |
| Напруга контактної мережі, Вольт                                    | 400—720                          |
| Робоча напруга у кабіні, Вольт                                      | 22                               |
| Двигун                                                              | ДК 213А                          |
| Потужність двигуна                                                  | 110 кВт                          |
| Кермо                                                               | МАЗ-64221 з 2 гідропідсилювачами |
| Додаткові опції                                                     | описано вище                     |

## Див.також
- TROLZA 5264-02
- TROLZA Optima
- TROLZA 5275
- TROLZA 6206